# Margaret Bourke-White
Margaret Bourke-White (Nueva York, 14 de junio de 1904-Stamford, 27 de agosto de 1971) fue una fotógrafa y documentalista estadounidense. 

## Biografía
Margaret Bourke-White, nacida Margaret White en el Bronx, en Nueva York, era hija de Joseph White, judío no-practicante cuyo padre llegó de Polonia, y de Minnie Bourke, que era de ascendencia irlandesa católica. Creció cerca de Bound Brook, en Nueva Jersey (en la Joseph and Minnie White House en Middlesex), y se licenció en la  Plainfield High School en Union County.
De su padre, que era ingeniero e inventor, ella decía que había aprendido su perfeccionismo; de su madre, mujer llena de recursos, decía que había heredado un deseo de superación personal sin complejos. Su hermano menor, Roger Bourke White, se convirtió en un conocido hombre de negocios en Cleveland y financiador de industrias de alta tecnología, y su hermana mayor, Ruth White, se hizo conocida por su trabajo en la American Bar Association en Chicago, Illinois. Roger Bourke White describía a sus padres como "pensadores liberales muy interesados en el avance de ellos mismos y de la humanidad a través de los logros personales", atribuyendo en parte a esta cualidad el éxito de todos sus hijos. No le sorprendió el éxito de su hermana Margaret, de la que decía que "no era antipática ni distante".
El interés de Margaret por la fotografía comenzó como una afición durante su juventud, apoyada por el entusiasmo de su padre hacia las cámaras fotográficas. A pesar de su interés, en 1922, comenzó a estudiar herpetología en la Columbia University, lo cual no hizo más que fortalecer su interés en la fotografía tras estudiar con Clarence White. Dejó los estudios después de solo un semestre, a raíz de la muerte de su padre. Pasó por varias universidades, incluida la University of Michigan (donde ejerció como fotógrafa en el Michiganensian y fue miembro de la sororidad Alpha Omicron Pi, la Purdue University en Indiana, y la Western Reserve University en Cleveland, Ohio. Bourke-White finalmente se graduó en Cornell University con una licenciatura en Bellas Artes en 1927, dejando atrás un estudio fotográfico del campus rural para el periódico de la universidad, que incluía fotos de su famosa residencia, Risley Hall. Un año más tarde se trasladó desde Ithaca, New York, a Cleveland, en Ohio, donde puso en marcha un estudio de fotografía y se concentró en la fotografía industrial y de arquitectura.
En 1924, mientras estudiaba, se casó con Everett Chapman, pero la pareja se divorció dos años después.
En 1927 Margaret White añadió a su nombre el apellido de su madre, "Bourke" así como el guion.
Se casó con el novelista Erskine Caldwell en 1939 y fueron los únicos periodistas extranjeros en la ocupada URSS tras la invasión del ejército alemán en 1941. Se divorciaron en 1942.
En 1953, Bourke-White comenzó a desarrollar los primeros síntomas de la enfermedad de Parkinson. Ello la obligó a ralentizar su carrera para luchar contra su parálisis incipiente. En 1959 y 1961 se sometió a varias operaciones para tratar la enfermedad, lo que de hecho solucionó sus temblores pero afectó a su modo de hablar. Murió en 1971 en el Stamford Hospital en Stamford, Connecticut, a los 67 años de dicha enfermedad.
Bourke-White escribió una autobiografía, Portrait of Myself (Retrato de mí misma) que se publicó en 1963 y se convirtió en un superventas, pero ella se aisló cada vez más en su casa de Darien, Connecticut. En su salón, tenía, como papel en la pared, una enorme fotografía en blanco y negro, que cubría todo el espacio del suelo al techo, de un bosque que fotografió en Checoslovaquia en 1938. Aunque había establecido un plan de pensiones en los años 1950s, este no incluía cobertura de gastos médicos y, también a causa de su generosidad personal, tuvo problemas financieros y sufrió de falta de cuidados.

## Carrera profesional

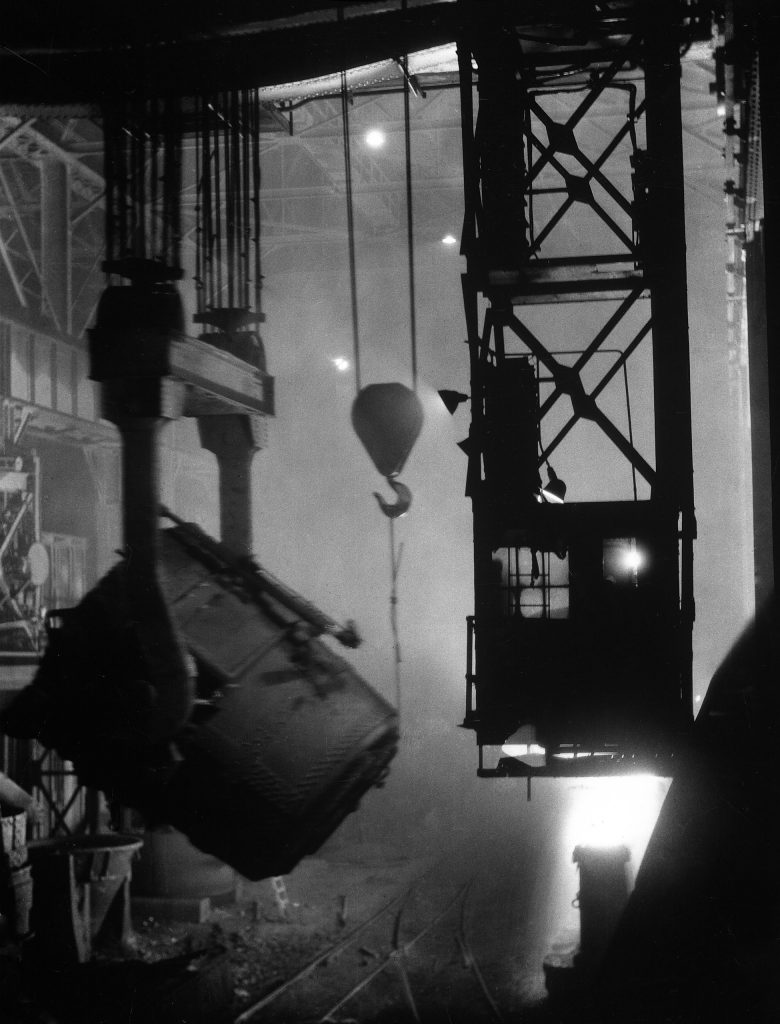
Otis Steel Mill, Ohio, 1929. Fotografía por Margaret Bourke-White.

Fue la primera mujer estadounidense corresponsal de guerra (y la primera a la que se le permitió trabajar en zonas de combate en la Segunda Guerra Mundial) y la primera mujer fotógrafa que trabajó para la revista Life, dirigida por Henry Luce. Una fotografía suya fue portada de la primera edición, el 23 de noviembre de 1936.
Era una mujer de izquierdas que hizo varios viajes a la antigua Unión Soviética (URSS). En 1930 fue la primera fotógrafa occidental a la que se le permitió fotografiar la industria soviética. En 1931 publicó Eyes on Russia. Profundamente sensibilizada por la depresión en el país, se interesó por la política. 
En la primavera de 1945, viajó a través de una Alemania destruida con el General George S. Patton. Cuando llegó a Buchenwald, el tristemente famoso campo de concentración, luego de registrar los restos, dijo: "Usar una cámara era casi un alivio. Esta interponía una ligera barrera entre el horror delante de mí y yo misma". Después de la guerra, produjo un libro titulado Dear Fatherland, Rest Quietly, un proyecto que le ayudó a entender la brutalidad de la que había sido testigo durante y después de la guerra. 
Tras la Segunda Guerra Mundial se interesó por la campaña de la no violencia impulsada por Gandhi.

## Obra
- Eyes on Russia (1931)
- You Have Seen Their Faces (1937; with Erskine Caldwell) ISBN 0-8203-1692-X
- North of the Danube (1939; with Erskine Caldwell) ISBN 0-306-70877-9
- Shooting the Russian War (1942)
- Say Is This the USA? (1942)
- They Called it "Purple Heart Valley" (1944)
- Dear Fatherland, Rest Quietly (1946)
- Halfway to Freedom; un informe sobre la nueva India (1949)
- Interview with India,(1950)
- Portrait of Myself. Simon Schuster. (1963). ISBN 0-671-59434-6
- The Taste of War (selección de sus escritos editados por Jonathon Silverman) ISBN 0-7126-1030-8
- Say, Is This the USA? (Reeditado en 1977) ISBN 0-306-77434-8
- The Photographs of Margaret Bourke-White ISBN 0-517-16603-8